# Campionato europeo femminile di pallacanestro Under-16 Division C 2002
Il Campionato europeo femminile di pallacanestro Under-16 2002 di Division C (noto anche come FIBA U16 Women's European Championship Division C 2002) si è svolto in Malta a Ta' Qali.

## Squadre partecipanti
- Andorra
- Gibilterra
- Islanda
- Lussemburgo
- Malta
- Scozia

## Svolgimento

### Girone Unico
| Pos | Squadra     | G | V | P | PF  | PS  | DP   | Pt |
| --- | ----------- | - | - | - | --- | --- | ---- | -- |
| 1   | Lussemburgo | 5 | 5 | 0 | 381 | 202 | +179 | 10 |
| 2   | Islanda     | 5 | 4 | 1 | 354 | 219 | +135 | 9  |
| 3   | Scozia      | 5 | 3 | 2 | 296 | 250 | +46  | 8  |
| 4   | Malta       | 5 | 2 | 3 | 265 | 257 | +8   | 7  |
| 5   | Andorra     | 5 | 1 | 4 | 287 | 272 | +15  | 6  |
| 6   | Gibilterra  | 5 | 0 | 5 | 83  | 466 | −383 | 5  |

| Ta' Qali 2 luglio 2002 | Islanda | 62 – 66 | Lussemburgo |  |

| Ta' Qali 2 luglio 2002 | Andorra | 68 – 14 | Gibilterra |  |

| Ta' Qali 2 luglio 2002 | Malta | 31 – 54 | Scozia |  |

| Ta' Qali 3 luglio 2002 | Gibilterra | 13 – 99 | Islanda |  |

| Ta' Qali 3 luglio 2002 | Scozia | 61 – 51 | Andorra |  |

| Ta' Qali 3 luglio 2002 | Lussemburgo | 65 – 30 | Malta |  |

| Ta' Qali 4 luglio 2002 | Islanda | 62 – 45 | Scozia |  |

| Ta' Qali 4 luglio 2002 | Gibilterra | 13 – 100 | Lussemburgo |  |

| Ta' Qali 4 luglio 2002 | Andorra | 58 – 59 | Malta |  |

| Ta' Qali 5 luglio 2002 | Scozia | 98 – 23 | Gibilterra |  |

| Ta' Qali 5 luglio 2002 | Lussemburgo | 67 – 59 | Andorra |  |

| Ta' Qali 5 luglio 2002 | Malta | 44 – 60 | Islanda |  |

| Ta' Qali 6 luglio 2002 | Scozia | 38 – 83 | Lussemburgo |  |

| Ta' Qali 6 luglio 2002 | Islanda | 71 – 51 | Andorra |  |

| Ta' Qali 6 luglio 2002 | Gibilterra | 20 – 101 | Malta |  |

## Classifica finale
| Pos     | Team        |  |
| ------- | ----------- |  |
| Oro     | Lussemburgo |  |
| Argento | Islanda     |  |
| Bronzo  | Scozia      |  |
| 4.      | Malta       |  |
| 5.      | Andorra     |  |
| 6.      | Gibilterra  |  |